# Georgisch rugbyteam (mannen)
Het Georgisch rugbyteam is een team van rugbyers dat Georgië vertegenwoordigt in internationale wedstrijden. De ploeg speelt zijn thuiswedstrijden doorgaans in het op een na grootste stadion van het land, het Micheil Meschistadion in de hoofdstad Tbilisi.
De bijnaam van het team is de Lelo's. Dit komt van de traditioneel Georgische sport lelo, wat veel op rugby lijkt. Daarnaast is lelo het Georgische woord voor try.
Achter de Europese toplanden uit het Zeslandentoernooi is Georgië een van de beste Europese rugbylanden, hoewel er in het land minder dan zeshonderd volwassenen rugby spelen. De toprugbyers uit Georgië spelen dan ook bijna allemaal in Frankrijk. Er is in Georgië echter wel een goede jeugdcompetitie en veel Georgiërs kijken graag naar rugby, zowel in het stadion als achter de televisie. Georgië heeft aan de laatste zes wereldkampioenschappen deelgenomen.

## Geschiedenis

### Sovjetperiode
De sport rugby is in de jaren 60 geïntroduceerd in Georgië door de Fransman Jacques Haspekian, die rugby leerde aan de studenten. Zijn allereerste les was op 15 oktober 1959 in de hoofdstad Tbilisi. Twintig geïnteresseerden waren aanwezig op het sportveldje. Hieruit ontstond de eerste Georgische rugbyvereniging GPI (Georgian Polytechnic Institute), die nu onder de naam Qochebi speelt. In 1964 werd de Georgische rugbybond opgericht, toen nog als onderdeel van de rugbybond van de Sovjet-Unie. Georgië had toen nog geen nationaal team, de beste rugbyspelers speelden in het nationale team van de Sovjet-Unie.
Hoewel Georgië nog onderdeel was van de Sovjet-Unie, mocht Georgië een rugbywedstrijd organiseren tegen Zimbabwe en op 12 september 1989 speelde Georgië zodoende zijn eerste interland. In Koetaisi won Georgië deze wedstrijd met 16-3. Een jaar later ging Georgië op bezoek in Zimbabwe om twee interlands te spelen. De eerste wedstrijd in Bulawayo werd verloren, maar de tweede werd met 10-26 gewonnen in Harare.

### Beginjaren

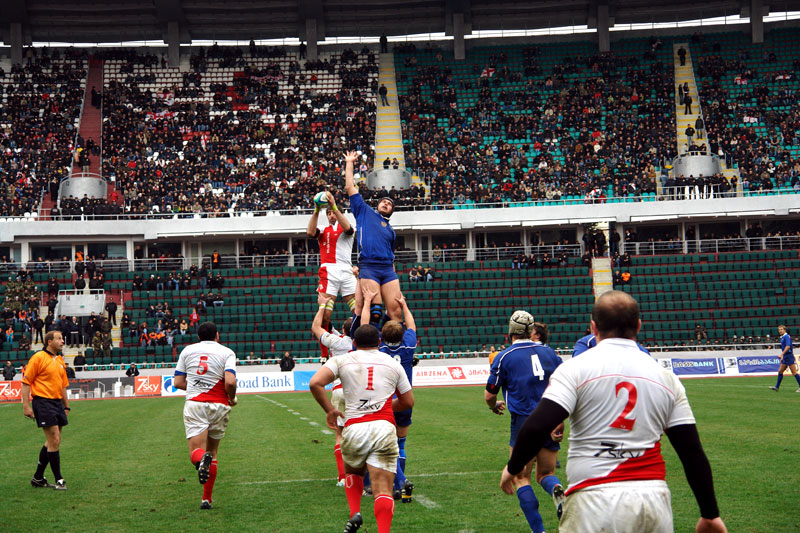
Georgië wint in Tbilisi met 31-12 van Rusland.

In 1991 werd Georgië officieel een onafhankelijke staat en kon zodoende rugbywedstrijden organiseren als zelfstandig land. Dit werd echter bemoeilijkt doordat de meeste sportbonden uit de Sovjet-Unie opgingen in het Gemenebest van Onafhankelijke Staten. Hierdoor was het moeilijk om tegenstanders te krijgen om tegen te spelen. Na vier wedstrijden tegen Oekraïne gespeeld te hebben, trad de Georgische rugbybond in 1992 toe tot de internationale rugbybond IRB.
De Georgische rugbybond werd nu als volwaardig lid beschouwd en zodoende kon Georgië ook tegen andere landen spelen. Een groot aantal van de interlands, weliswaar tegen kleinere rugbylanden, werden gewonnen. Tegen de wat grotere rugbylanden kwam Georgië echter nog te kort. Zo werd in 1995 met 55-3 van Nederland verloren. In 2002 wisten de Georgiërs deze prestatie te overtreffen door met 88-0 te winnen van Nederland.
In 1997 werd de Fransman Claude Saurel bondscoach van Georgië, met als doel het rugby in Georgië te verbeteren en het nationale team te begeleiden tijdens de kwalificatie van het wereldkampioenschap rugby 1999. De bondscoach stimuleerde de topspelers om in Frankrijk te gaan spelen in de sterke competitie aldaar. De beste rugbyspelers konden zich zo verder ontwikkelen tot betere rugbyers. Dit kwam tot uiting in de kwalificatie voor het wk 1999, waar Georgië door wist te dringen tot de laatste ronde van de Europese groep. Hierin moesten ze op 14 november 1998 aantreden tegen grootmacht Ierland. In Lansdowne Road werd met 70-0 verloren. Desondanks mocht Georgië doorgaan naar de play-off ronde. Ondanks een knappe thuisoverwinning bleek Tonga toch een maatje te groot.

### Europese successen

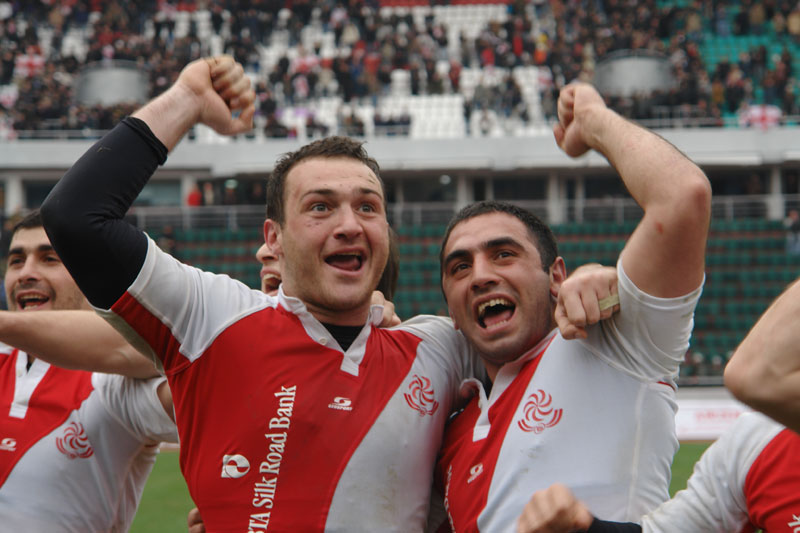
Georgische spelers vieren de overwinning op Rusland.

Georgië speelt in de European Nations Cup, de rugbycompetitie voor de landen die niet aan het zeslandentoernooi meedoen. In 2001 wist Georgië dit toernooi te winnen door in de laatste speelronde met 20-31 van directe concurrent Roemenië te winnen. Door de goede uitslagen is rugby snel populair geworden bij de supporters. Zeker de wedstrijden tegen Rusland worden goed bezocht. In het nationale stadion in Tbilisi zitten dan tienduizenden supporters.
In 2008 is men opnieuw Europees kampioen geworden, door in hun laatste wedstrijd Spanje te verslaan.
Na de mislukte kwalificatie voor het wk 1999, drongen de Georgiërs door tot de laatste groepsfase van de kwalificatie voor het wk 2003. Hierin speelden ze tegen aartsrivaal Rusland. De winnaar van de wedstrijd zou zich kwalificeren voor het wk, de verliezer zou nog een extra wedstrijd moeten spelen tegen Spanje. Het stadion zat helemaal vol en een groot gedeelte van de bevolking keek de wedstrijd op de televisie. Georgië wist nipt te winnen met 17-13 en kwalificeerde zich zo voor het eerst voor het wereldkampioenschap rugby. Rusland won daarna de wedstrijd tegen Spanje, maar werd gediskwalificeerd omdat er niet-speelgerechtigde spelers meegespeeld hadden. Rusland wacht nog steeds op zijn eerste deelname aan het wk.

### Wereldkampioenschappen

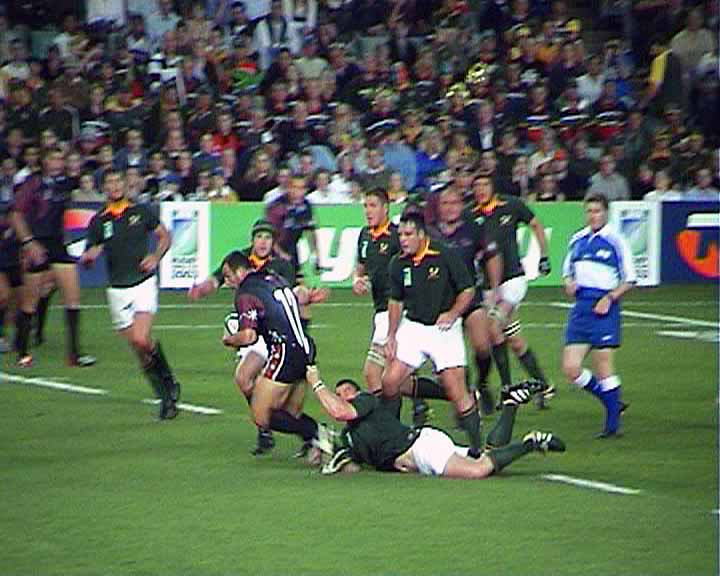
Georgië verliest met 46-19 van Zuid-Afrika op het wk 2003.

Op het wereldkampioenschap rugby 2003 in Australië speelde Georgië zijn eerste wedstrijd tegen de latere wereldkampioen Engeland. De wedstrijd werd met 84-6 verloren, wat nog steeds de grootste nederlaag is van Georgië. Ook de wedstrijden tegen Samoa, Zuid-Afrika en Uruguay werden verloren. De enige Georgische try werd gescoord in de met 46-19 verloren wedstrijd tegen Zuid-Afrika.
De deelname aan het wereldkampioenschap zorgde voor een grote groei van de rugbysport in Georgië. Er kwamen veel nieuwe jeugdspelers bij, maar ook konden veel toprugbyers aan de slag in de Frankrijk. De spelers van het nationale rugbyteam spelen tijdens het seizoen bijna allemaal in de sterke Franse competitie. Georgië wist het rugbyniveau dan ook hoog te houden en kwalificeerde zich voor het volgende wereldkampioenschap.
Bij het WK 2007 in Frankrijk verloor Georgië zijn eerste wedstrijd met 33-3 van Argentinië. In het volgende duel moest de ploeg aantreden tegen Ierland. In deze wedstrijd had Ierland de grootste moeite met de Georgiërs en mocht met een 14-10 overwinning van geluk spreken. Namibië was de volgende tegenstander, dat evenals Georgië nog nooit een WK-wedstrijd had gewonnen. De Georgiërs grepen hun kans door met 30-0 te winnen en boekten zo hun eerste WK-overwinning. De wedstrijd tegen gastland Frankrijk werd met 64-7 verloren, maar kon de feeststemming in Georgië niet drukken. De goede prestaties van het nationale team deed veel opleven in Georgië. De president beloofde zelfs om tien rugbystadions te bouwen.
Vier jaar later werd in Nieuw-Zeeland de tweede WK-wedstrijd gewonnen: dit keer tegen Roemenië. De overige drie wedstrijden gingen verloren. In 2015 werd de beste prestatie tot op heden neergezet. Georgië wist twee wedstrijden te winnen, tegen Namibië en Tonga. Hierdoor eindigde het land als derde in zijn poule, waardoor het rechtstreeks gekwalificeerd is voor het volgende WK, in 2019 in Japan. In Japan won Georgië wederom slechts één maal.

## Tenue
Het nationale team speelt tegenwoordig in een rood met wit tenue, net zoals de kleuren in de vlag van Georgië. Voor 2004 had Georgië echter een andere vlag. De shirts hadden toen dan ook deze kleuren, namelijk donkerrood met zwart.

## Antim Cup
Achter de Europese toplanden behoren Georgië en Roemenië tot de beste rugbylanden. Hierdoor hebben ze vaak spannende en belangrijke wedstrijden tegen elkaar gespeeld. In 2000 kwam de Georgische rugbybond met een plan om de winnaar van de wedstrijden tussen Georgië en Roemenië een prijs te geven, naar het voorbeeld van de Calcutta Cup. De twee landen kwamen al snel overeen dat deze beker vernoemd moest worden naar de oosters orthodoxe metropoliet Antim Iverianul (1650-1716), die ook de eerste drukpers in Roemenië bouwde. Omdat deze naam in het Georgisch als Antimoz Iverieli wordt geschreven, was er wat onenigheid over de exacte naamgeving. Na goedkeuring van de patriarch van de Georgisch orthodoxe kerk werd de naam Antim Cup gekozen. De beker is ontworpen door Guia Japaridze, een voormalig rugbyspeler, en is gemaakt van vergulden brons.
Sinds 2002 is de Antim Cup de inzet voor elke officiële wedstrijd, behalve die voor de kwalificatie van het wereldkampioenschap. Bij een gelijkspel wordt de prijs uitgereikt aan de houder ervan. Tot en met 2011 wisten beide teams de beker vijf keer te winnen.

## Wereldkampioenschappen
Georgië nam voor het eerst deel aan het wereldkampioenschap in 2003. Ze verloren toen alle wedstrijden. In 2007 wisten ze met 30-0 van Namibië te winnen, in 2011 werd van Roemenië gewonnen. Vier jaar later wist Georgië voor het eerst twee wedstrijden te winnen, met name tegen Namibië en Tonga. In 2019 werd gewonnen van Uruguay.
- WK 1987: nog niet onafhankelijk
- WK 1991: geen deelname
- WK 1995: niet gekwalificeerd
- WK 1999: niet gekwalificeerd
- WK 2003: eerste ronde (geen overwinning)
- WK 2007: eerste ronde (één overwinning)
- WK 2011: eerste ronde (één overwinning)
- WK 2015: eerste ronde (twee overwinningen)
- WK 2019: eerste ronde (één overwinning)
- WK 2023: eerste ronde (geen overwinning)